# 민물파래과
민물파래과 또는 프라시올라과(Prasiolaceae)는 트레보욱시아강 프라시올라목에 속하는 녹조류과의 하나이다. 13속 95종으로 이루어져 있다.

## 하위 속
| - Desmococcus - Diplosphaera - Hormidium - Humida - Prasiococcus - 민물파래속 또는 프라시올라속 (Prasiola) - Prasiolopsis | - Prasionella - Prasionema - Rosenvingiella - Rosenvingiellopsis - Schizogonium - Stichococcus |